# Ln (유닉스)
ln 명령어는 기존 파일에 대한 하드 링크나 심볼릭 링크를 생성하기 위해 사용되는 표준 유닉스 명령 유틸리티이다. 하드 링크를 사용하면 여러 개의 파일 이름을 동일한 파일에 연결할 수 있으며, 하드 링크는 지정된 파일의 아이노드를 가리키게 되며 데이터는 디스크에 저장된다. 한편, 심볼릭 링크는 이름을 통해 다른 파일들을 가리키는 특수한 파일들이다.
ln 명령어는 기본적으로 하드 링크를 생성하며 명령 줄 변수 ln '-s'로 호출할 때 심볼릭 링크를 생성한다. 대부분의 운영 체제는 디렉터리에 대한 하드 링크 생성을 금지하는데, 이러한 기능은 파일 시스템의 구조를 파괴하여 다른 유틸리티의 동작에 간섭을 줄 수 있기 때문이다. 그러나 ln 명령어는 기존에 존재하지 않는 파일에 대한 심볼릭 링크를 생성하기 위해 사용할 수 있다.

## 사양
단일 유닉스 규격을 준수하는 시스템 상의 ln 유틸리티는 SUS의 일부를 형성하는 셸과 유틸리티(XCU) 문서에 명시되어 있다.
이 사양은 ln 유틸리티를 호출하는 2가지 방법을 기술한다. 더 구체적으로 말해,
하나의 파일을 호출할 때 ln 유틸리티는 target_file 연산자에 의해 지정된 목적 경로에서 source_file 연산자에 의해 지정된 소스 파일에 대한 새로운 하드 링크(디렉터리 엔트리)를 생성한다. 그러나 -s 옵션이 지정되면 심볼릭 링크를 생성한다.
ln [-fs] [-L|-P] source_file target_file

여러 개의 파일을 호출할 때 ln 유틸리티는 새로운 하드 링크를 만들지만(Directory entry) -s 옵션을 지정하면 심볼릭 링크를 생성한다. 이는 target_dir 연산자에 의해 명명된 기존의 디렉터리의 목적 경로에서 source_file 연산자에 의해 지정된 각 파일을 대상으로 한다.
ln [-fs] [-L|-P] source_file_1 source_file_2 ... target_dir

## 같이 보기
- 유닉스 명령어 목록